# Lenguas yuat
Las lenguas yuat son una pequeña familia lingüística de seis lenguas papúes, que como grupo filogenético fue propuesto por Malcolm Ross y que previamente Stephen Wurm había considerado parte de las lenguas Sepik-Ramu, aunque Foley que las estudió con cierto detalle no encontró evidencia léxica o morfológica de parentesco entre las lenguas yuat y las lenguas del Sepik y del Ramu.

## Clasificación
Las lenguas yuat propiamente dichas son: Changriwa, Kyenele (Miyak), Mekmek, Biwat (Mundugumor), Bun. Ethnologue (2005) clasifica como lengua cercanas a estas lenguas yuat al maramba mientras que Ethnologue (2009, 2013) lista a este lengua simplemente como una lengua yuat más, aunque no se aporta información para esta clasificación.

## Descripción lingüística

### Pronombres
Los pronombres que Ross reconstruye para el proto-yuat son:
| yo | *ŋun | nosotros | *amba |
| tú | *ndi | vosotros | *mba  |
| él | *wu  | ellos    | ?     |